# Phrynocephalus persicus
Phrynocephalus persicus persicus là một loài thằn lằn trong họ Agamidae. Loài này được De Filippi mô tả khoa học đầu tiên năm 1863.

## Hình ảnh

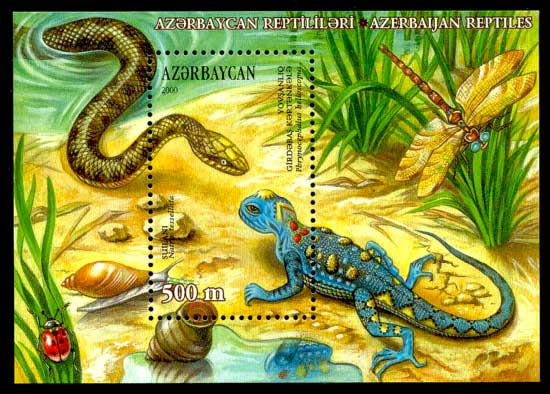